# Facultad de Filosofía (Universidad Complutense de Madrid)
La Facultad de Filosofía de la Universidad Complutense de Madrid (UCM) se encuentra en la Plaza de Menéndez Pelayo, en el campus de Ciudad Universitaria de Madrid. Hasta el año 1991 recibía el nombre de Facultad de Filosofía y Ciencias de la Educación porque acogía una sección de ciencias de la educación que, junto con otros centros de la UCM, pasó a formar la nueva Facultad de Educación - Centro de Formación del Profesorado. Su patrón es San Isidoro de Sevilla.

## Estudios

### Programas de grado
- Grado en Filosofía https://www.ucm.es/estudios/grado-filosofia
- Grado en Ciencias de las Religiones.
- Doble Grado en Ciencias Políticas-Filosofía. https://filosofia.ucm.es/estudios/2024-25/grado-cpoliticasfilosofia2023
- Doble Grado en Derecho-Filosofía.[8] https://filosofia.ucm.es/estudios/2023-24/grado-derechoyfilosofia2020

### Programas de máster
- Máster Universitario en Ciencias de las Religiones
- Máster Universitario en Epistemología de las Ciencias Sociales y Naturales
- Máster Universitario en Estudios Avanzados en Filosofía.
- Máster Universitario en Estudios Medievales.
- Máster Universitario en Éticas Aplicadas
- Máster Universitario en Pensamiento Español e Iberoamericano.
- Máster Universitario en Psicoanálisis y Teoría de la Cultura.

### Programas de doctorado
- Doctorado en Filosofía.

### Programas detítulo propiode la UCM
- Experto en Pensar el Presente.
- Experto en Poéticas de la Historia.[9]

### Colaboración en otros programas
- Máster Universitario en Estudios Medievales.

## Departamentos
- Departamento de Lógica y Filosofía teórica
- Departamento de Filosofía y Sociedad